# David M. Shoup
David Monroe Shoup (30 décembre 1904 - 13 janvier 1983) est un général du Corps des Marines des États-Unis qui a reçu la Medal of Honor lors de la Seconde Guerre mondiale. Il est nommé 22e commandant du Corps des Marines en 1960, et, après sa retraite, il devient l'un des plus importants critiques de la guerre du Viêt Nam.
Né dans l'Indiana dans une famille pauvre, Shoup rejoint l'armée pour des raisons financières. Gravissant les échelons dans l'Entre-deux-guerres, il est déployé deux fois en Chine pendant la guerre civile chinoise. Il sert en Islande après l'entrée en guerre des États-Unis dans la Seconde Guerre mondiale et comme officier d'état-major sur le théâtre Pacifique. inopinément, il obtient le commandement du 2e régiment de Marines et mène l'invasion initiale de Tarawa, pour laquelle il reçoit la Medal of Honor et l'Ordre du Service distingué. Il participe ensuite à la campagne des îles Mariannes et Palaos, et devient par la suite, un officier de haut niveau chargé de la logistique militaire.
Consolidant sa réputation de commandant fort et assuré, Shoup poursuit son ascension dans le corps des Marines, prenant en charge les budgets, la logistique et la formation des recrues. Il est choisi comme commandant du Corps des Marines par le président Dwight D. Eisenhower et sert par la suite sous l'administration Kennedy. Il réforme le corps des Marines, en insistant sur la préparation au combat et l'efficacité budgétaire.
Shoup s'oppose à l'escalade militaire qui suit la crise des missiles de Cuba et le débarquement de la baie des Cochons, mais surtout à l'implication grandissante des États-Unis au Sud-Viêt Nam ; une contestation qui s’amplifie après sa retraite de l'armée en 1963. Il est tout à la fois hostile à la stratégie menée et à l'influence excessive des corporations, notamment d'ancien combattants, et des militaires sur la politique étrangère. Sa critique grandit incluant par la suite le complexe militaro-industriel et ce qu'il considère comme le militarisme omniprésent dans la culture américaine. Les historiens considèrent que les déclarations de Shoup contre la guerre du Viêt Nam sont parmi les plus pointues et les plus importantes menées par un vétéran .

## Jeunesse
David Monroe Shoup est né le 30 décembre 1904 à Battle Ground dans l'Indiana,. Sa famille vit initialement dans une ferme à Ash Grove (en), mais déménage en 1916 à Covington pour vivre sur une nouvelle ferme. À l'âge de 12 ans, il est inscrit au Covington High School, un lycée compétitif avec un cursus avancé. Shoup est un excellent étudiant avec des notes élevées en français, en anglais, en physique et en histoire. En outre, il s'implique dans plusieurs activités extrascolaires, notamment le basket-ball. Lors de sa dernière année, il est délégué de classe et diplômé en 1921. Il qualifie plus tard sa pauvre éducation comme celle d'un « laboureur de l'Indiana ». Considéré par ses amis comme très sociable, il rencontre sa future épouse Zola De Haven lors de sa première année de lycée ; instantanément attiré par elle, ils commencent à sortir ensemble au lycée et se marient en 1931,.
Après l'école secondaire, Shoup fréquente l'université DePauw, où il est l'un des cents bénéficiaires de la bourse Edward F. Rector (en) qui lui finance ses frais de scolarité. Se spécialisant en mathématiques, il rejoint la fraternité Delta Upsilon (en) et obtient des notes élevées, échouant de justesse aux critères de sélection de la fraternité Phi Beta Kappa,. Il fait partie des équipes d'athlétisme et de tir, et participe également aux équipes de lutte et de football. Il remporte les marathons de l'Indiana et du Kentucky organisés par l'Amateur Athletic Union en 1925. Il est également serveur et plongeur et travaille dans une usine de ciment pour payer ses dépenses. Le manque d'argent l'oblige à prendre une année après sa troisième année pour enseigner à l'école. Ses problèmes financiers s'aggravent lorsqu'il contracte une grave pneumonie l'obligeant à engager des frais d'hôpitaux conséquents. Il choisit de s'inscrire au Corps de formation des officiers de réserve (ROTC) pour compenser ses frais, et indiquera par la suite que c'est la principale raison qui l'a poussé à rejoindre l'armée. Il est diplômé de l'université DePauw en 1926,.
Dès son plus jeune âge, Shoup est acquis aux idées progressistes des politiciens de l'Indiana, sympathisant avec les progressistes ruraux qui luttent contre les intérêts des grandes entreprises. Ayant grandi  dans une petite ville de l'Amérique profonde, il développe une pensée anti-impérialiste et son scepticisme à l'égard de la politique étrangère américaine et devient un opposant convaincu à l'utilisation inutile de la force militaire. Il estime que l'utilisation de troupes pour des considérations économiques ou impérialistes est erronée, un point de vue qu'il portera toute sa carrière.

## Début de carrière
Alors qu'il assiste à une conférence de la Scabbard and Blade (en) à La Nouvelle-Orléans en Louisiane, Shoup entend un discours prononcé par le major-général John A. Lejeune, commandant du Corps des Marines qui propose aux élèves-officiers intéressés d'intégrer le corps des Marines des États-Unis,. Peu de temps après avoir commencé son service comme second lieutenant dans la réserve de l'United States Army en mai 1926, Shoup postule et obtient une commission dans le corps des Marines. En août 1926, il démissionne donc de l'US Army et quitte le camp Knox au Kentucky pour rejoindre Chicago afin de subir des examens physiques. Le 25 août 1926, il arrive à la caserne du corps des Marines située au Philadelphia Naval Shipyard, où il est affecté comme second lieutenant et commence le programme de formation de la Basic School. Shoup affirme qu'il n'avait pas initialement la volonté de faire une carrière militaire et qu'il n'a choisi de devenir officier militaire que pour le salaire. Tout au long de son service, il excelle en athlétisme et en tir, et au cours de son début de carrière, il entraîne des équipes sportives récréatives en plus de ses tâches régulières. Il s'impose rapidement comme un chef assuré et exigeant, impressionnant à la fois ses commandants et ses subordonnés. Malgré son pragmatisme, les hommes qu'il a commandés ont rappelé plus tard sa capacité à garder le moral avec son sens de l'humour. Il tient aussi souvent un cigare à la bouche qui devient sa marque de fabrique lors de son service au front.

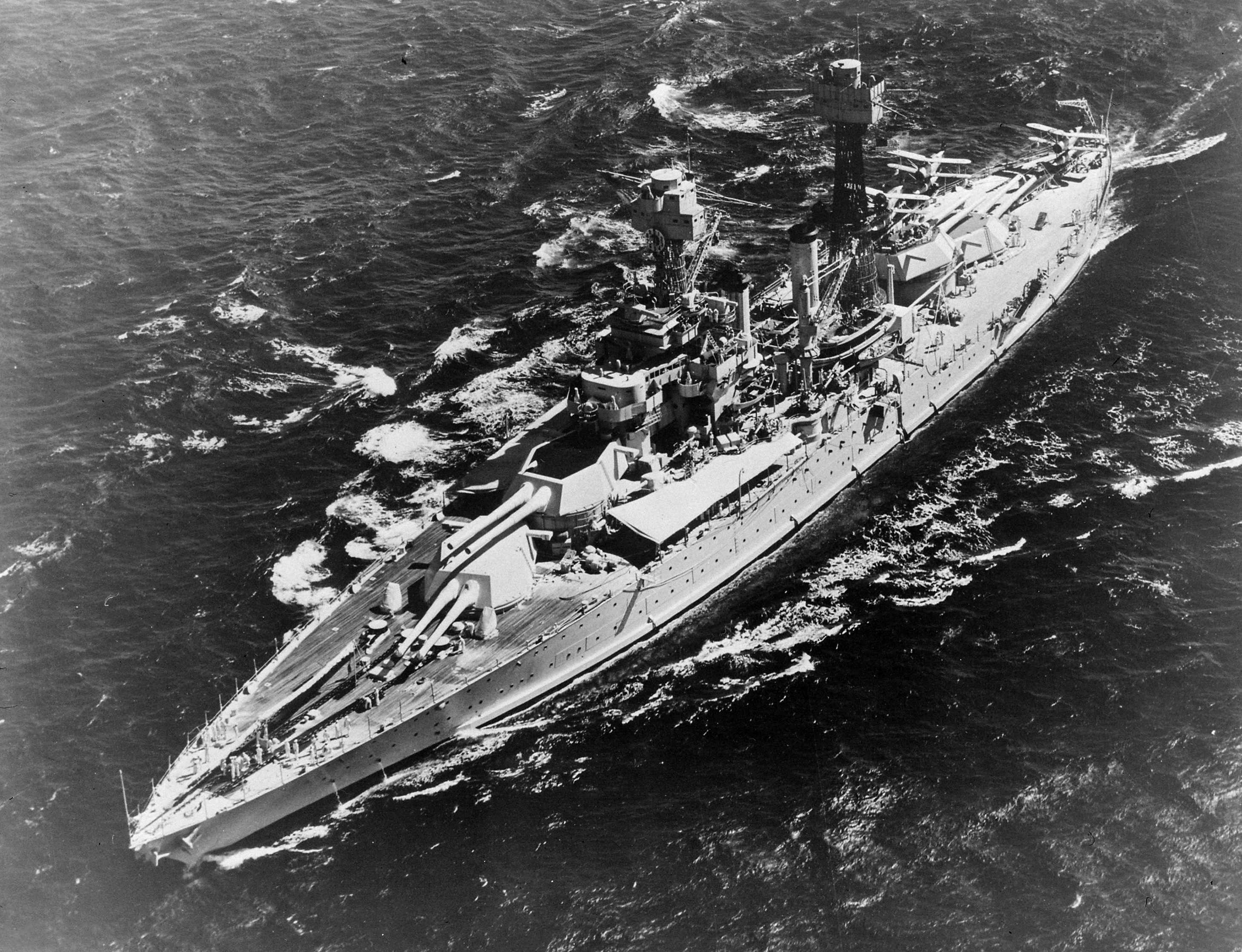
L', sur lequel Shoup sert de 1929 à 1931.

Le 1er avril 1927, Shoup et neuf autres officiers reçoivent l'ordre de quitter leur formation et d'accompagner un détachement de marines envoyé en Chine pour protéger les intérêts américains lors de la guerre civile chinoise. Embarquant de San Diego avec le 2e bataillon (en), 10e régiment de Marines, le contingent de Shoup doit jouer un rôle principalement défensif et ne pas s'engager dans une action militaire. Pourtant, il est personnellement opposé à la mission, estimant que les Américains exploitent la population chinoise. Le contingent débarque à Shanghai le 10 juin à bord de l'USS Chaumont (AH-10). Au début, ils effectuent des patrouilles à terre autour des quartiers américaines de la ville, mais le 5 juillet, le bataillon est transféré à Tianjin pour protéger les intérêts américains, que les troupes nationalistes chinoises pourraient menacer. Shoup tombe gravement malade et demeure hospitalisé jusqu'à ce qu'à l'annoncé du retrait des troupes américaines. Il se rend brièvement à Shanghai pour superviser les départs de troupes étrangères avec le 4e régiment de Marines, avant de quitter lui-même la Chine le 7 décembre 1928.
À la suite de cette mission, Shoup retourne aux États-Unis et termine sa formation. Il passe ensuite de courtes périodes dans les bases de Quantico en Virginie, de Pensacola en Floride et de San Francisco en Californie. De juin 1929 à septembre 1931, il sert avec le détachement de Marines (en) à bord de l'USS Maryland (BB-46), où il entraîne les escouades à la boxe et à la lutte. À la suite de cette mission, il est affecté au Marine Corps Recruit Depot San Diego (en). En mai 1932, il est envoyé au Puget Sound Navy Yard à Bremerton dans l’État de Washington, où il est promu au premier-lieutenant un mois plus tard. Il travaille temporairement avec le Civilian Conservation Corps en Idaho et au New Jersey de juin 1933 à mai 1934, après quoi il retourne à Bremerton.
Shoup retourne en Chine en novembre 1934, en sert brièvement avec le 4e régiment de Marines à Shanghai. Il est rapidement réaffecté en tant que gardien de la légation à Beiping, où il entraine les équipes de tirs aux pistolets et aux fusils afin de participer à des compétitions. Ils gagnent au moins une compétition majeure. Il peut également observer les troupes de l'empire du Japon, et apprécie la qualité de leur discipline. En 1936, il attrape une grave pneumonie et doit être évacué de Chine. Il retourne ensuite au Puget Sound Navy Yard et en octobre 1936, il est promu capitaine. En juillet 1937, il débute un nouveau programme de formation à la Marine Corps Schools à Quantico, qu'il complète en mai 1938 avant de devenir instructeur à Quantico pendant deux ans. En juin 1940, il rejoint le 6e régiment de Marines à San Diego et il est promu major en avril 1941.

## Seconde Guerre mondiale

### Officier d'état-major

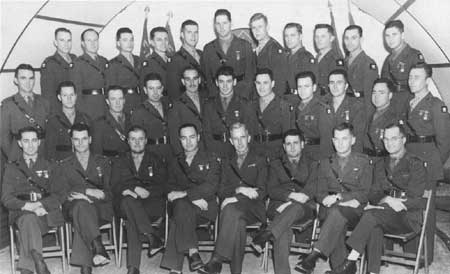
Les officiers de la 1re brigade provisoire des Marines posent pour une photographie en Islande en 1941.

Shoup est affecté à la 1re brigade provisoire des Marines, qui se rend en mai 1941 en Islande qui vient d'être occupée par les Britanniques afin d'empêcher les forces du Troisième Reich de tenter une invasion de l'île. Remplaçant la 49e division d'infanterie britanniques, la brigade demeure sur l'île pendant plusieurs mois. Shoup est affecté au quartier général de l'unité au moment de l'attaque japonaise sur Pearl Harbor en décembre 1941. Pour son service en Islande, il reçoit une lettre de recommandation avec ruban. En février 1942, il reçoit le commandement du 2e bataillon, 6e régiment de Marines. Avec l'entrée en guerre des États-Unis, la 1re brigade retourne à New York avant d'être désactivé le 25 mars 1942. Shoup avec son bataillon prend alors la route de Camp Elliott (en) à San Diego.
En juillet 1942, Shoup est nommé officier d'opérations et de formation (G3) à l'état-major de la 2e division des Marines et il est promu lieutenant-colonel en août 1942. Le mois suivant, il accompagne la division à Wellington, en Nouvelle-Zélande, à bord du SS Malolo et supervise une grande partie de sa formation. Il est également brièvement attaché à la 1re division des Marines en octobre 1942 en tant qu'observateur lors de la campagne Guadalcanal, puis à la 43e division d'infanterie sur l'île Rendova lors de la campagne de Nouvelle-Géorgie en juin 1943. Au cours de cette dernière mission, Shoup est blessé en action et évacué. Lors de ces expériences, il peut observer des techniques de guerre amphibie qui lui seront utiles plus tard dans la guerre.

### Tarawa

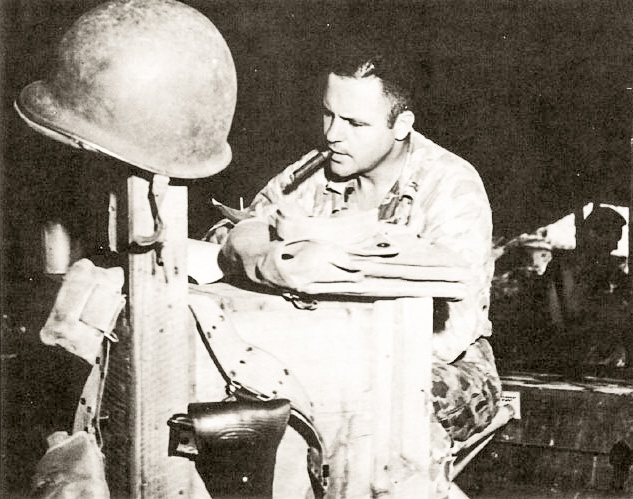
Le colonel Shoup en 1943 lors de la bataille de Tarawa.

Au milieu de 1943, Shoup est transféré à l'état-major du major-général Julian Smith, commandant de la 2e division de Marines. Il est chargé d'aider à planifier l'invasion de Betio sur l'atoll de Tarawa,. Le commandement agressif de Shoup s'intègre dans la stratégie offensive que ses supérieurs cherchent à développer pour prendre l'atoll. Chargé d'élaborer les plans de débarquement, ils désignent les plages du débarquement sur Betio pour la 2e division de Marines et supervise certaines répétitions de l'opération à Éfaté dans l'archipel du Vanuatu. Cependant, avant l'invasion, après une crise nerveuse du colonel William W. Marshall, commandant de 2e régiment de Marines, Smith promeut Shoup au rang de colonel et lui donne le commandement du régiment,, malgré le manque d'expérience au combat de Shoup.
L'invasion débute le 20 novembre 1943 et Shoup débarque depuis le Maryland, le vaisseau amiral pour le débarquement. Ses forces rencontrent une forte résistance sur les plages. Son LVT est détruit par des tirs depuis la plage, et il doit procéder sans transport. Alors qu'il regagne la rive vers 11 heures, il est touché par des éclats d'obus dans les jambes et par une balle qui lui occasionne une plaie superficielle dans le cou. En dépit de ces blessures, il rassemble les marines et les mène à terre. Il coordonne les troupes sur les plages et anticipant une contre-attaque des Japonais, il organise la pénétration des troupes américaines vers l'intérieur des terres. Il conduit des attaques agressives contre les défenseurs japonais, ce qui lui vaut d'être remarqué pour sa bravoure et sa vigueur. Le deuxième jour de l'attaque, il organise une poussée, qui, malgré de nombreuses pertes parmi les troupes américaines, se conclut dans l'après-midi, par la victoire alors que des renforts commencent à arriver en force. Cette nuit-là, Shoup est relevé par le colonel Merritt A. Edson, le chef d'état-major de la division, qui prend le commandement du 2e régiment pour le reste de la campagne. Six ans plus tard, Shoup fait une apparition dans le film Iwo Jima reprenant ses actions lors de cette première nuit sur Tarawa, bien qu'il soit présenté par le film comme un conseiller technique,.
Pour son commandement lors de l'assaut et de la poussée, Shoup reçoit la Medal of Honor et l'Ordre du Service distingué britannique. Pour son rôle dans la planification de l'invasion, il obtient la Legion of Merit avec "V" Device. Il reçoit également la Purple Heart pour ses blessures de combat subies lors de cette campagne. Dix ans après l'assaut, Shoup revenant sur l'opération, note : « il n'y a jamais eu aucun doute dans les esprits sur le résultat final de la bataille pour Tarawa. Il y eut cependant, pendant soixante-seize heures, un marchandage acharné avec l'ennemi sur le prix exact que nous devrions payer ». En 1968, Shoup retourne à Tarawa pour consacrer un mémorial dédié à la bataille et aux troupes américaines et japonaises mortes là-bas,.

### Fin de la guerre
En décembre 1943, Shoup devient chef d'état-major de la 2e division des Marines, qui s'entraine alors à Hawaï pour préparer l'invasion des Mariannes en juin 1944. En tant que chef d'état-major, il participe également à la planification des batailles de Saipan et Tinian. Bien que travaillant à l'état major de la division, il réussit à trouver l'occasion d'aller visiter le front. À Saipan notamment, en tant observateur avancé, il se retrouve pris au piège avec son collègue Wallace M. Greene (en). Greene a plus tard rappelé qu'au milieu de l'attaque japonaise, Shoup est resté impressionnant de calme. Shoup reçoit une deuxième Legion of Merit avec "V" device pour son travail dans cette campagne. Après la fin des opérations sur les îles Mariannes, Shoup revient aux États-Unis en octobre 1944. Il occupe le poste de responsable de la logistique dans la division des plans et des politiques au quartier général des Marines à Washington, DC. Il demeure à ce poste jusqu'à la fin de la guerre,.

## Guerre froide

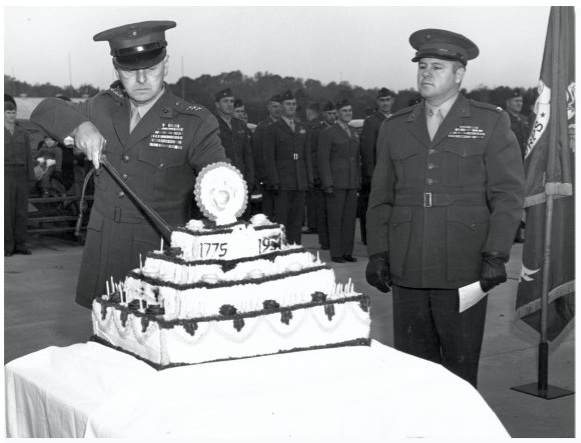
Shoup (à droite), alors commandant de la Basic School, regarde le lieutenant-général qui coupe le gâteau d'anniversaire du Corps des Marines en 1951.

En août 1947, Shoup devient commandant de la Fleet Marine Force, Pacific. En juin 1949, il est affecté à la 1re division des Marines au Camp Pendleton en tant que chef d'état-major. En juillet 1950, il est transféré à Quantico où il exerce les fonctions de commandant de The Basic School.
En avril 1952, Shoup est nommé directeur financier adjoint au Bureau du directeur fiscal au quartier général du Corps des Marines. Dans cette fonction, Shoup sert sous le commandant du major-général William P. T. Hill (en), le Quartier-maître général. Shoup reçoit l'ordre du commandant du Corps des Marines Lemuel C. Shepherd Jr. d'établir un nouveau bureau fiscal indépendant de l'autorité de Hill. Shoup et Hill s'affrontent régulièrement sur ce sujet, mais Shoup réussit néanmoins à établir une nouvelle division fiscale indépendante. Il est promu brigadier-général en avril 1953 et, en juillet, il devient directeur fiscal du Marine Corps. Il est impliqué dans les audiences sur la stratégie budgétaire avant leur présentation au Congrès des États-Unis et met notamment en place un système où les officiers envisagent et étudient sérieusement les programmes avant de les présenter au Congrès. Cette idée rencontre la résistance des principaux responsables des Marines qui préfèrent établir les détails des programmes directement avec le Congrès. Tout en servant à ce titre, il est promu major-général en septembre 1955.
Shoup commence une brève mission en tant qu'inspecteur général pour la formation des recrues en mai 1956 sur l'ordre du commandant des Marines Randolph M. Pate (en) à la suite de l'incident de Ribbon Creek (en), qui a entrainé la noyade accidentelle de six recrues lors d'une marche d'entraînement. Les responsables des Marines se montrent favorables à la recommandation de Shoup de ne pas couvrir l'incident. Ce dernier soutient également une révision de la formation des recrues pour le Corps des marines afin d'éviter un nouvel incident similaire.
Après cette mission, il est nommé inspecteur général du Corps des marines de septembre 1956 à mai 1957. Il retourne au camp Pendleton en juin pour devenir le commandant général de la 1re division des Marines. Il devient commandant de la 3e division des Marines à Okinawa en mars 1958. À la suite de son retour aux États-Unis en mai 1959, il exerce les fonctions de commandant du Marine Corps Recruit Depot Parris Island jusqu'en octobre 1959. Pendant ce temps, il est également nommé président de l'association de la 2e division des Marines.

## Commandant du Corps des Marines

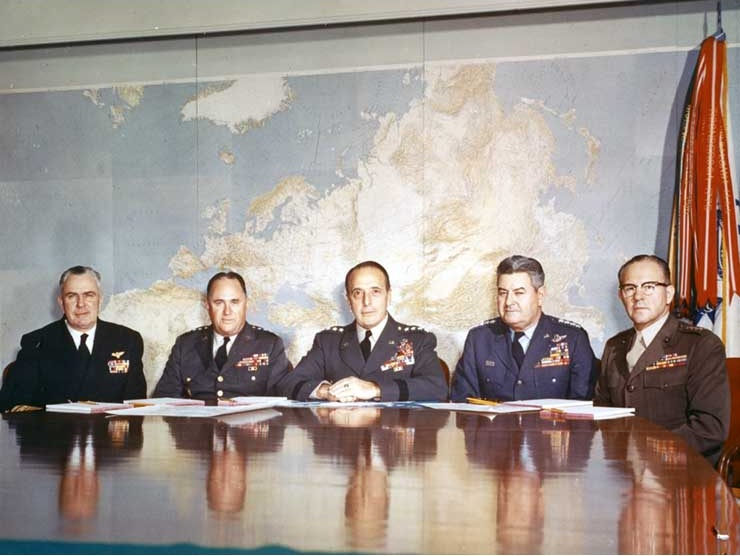
De gauche à droite : l'amiral, le général, le général Lyman Lemnitzer, le général Curtis LeMay et le général David Shoup lors d'une réunion du Joint Chiefs of Staff le 13 novembre 1961.

Tout en étant encore major-général, Shoup est nommé de façon inattendue commandant du Corps des Marines par le président Dwight D. Eisenhower à la demande du secrétaire de la Défense Thomas S. Gates, Jr.. À cette fin, il est d'abord promu lieutenant-général le 2 novembre 1959 et assume brièvement les fonctions de chef d'état-major au quartier général des Marines. Il est ensuite élevé au grade de général le 1er janvier 1960, et prend ces fonctions de 22e commandant du Corps des marines. Il sert également sous l'administration de John F. Kennedy de 1961 à 1963, et l'administration de Lyndon B. Johnson en 1963,.

### Commandement
En 1959, Gates et d'autres fonctionnaires critiquent les querelles internes au corps des Marines et estiment également que celui-ci est aliéné par les autres branches de l'armée. Dans ces conditions et à la suite de l'incident de Ribbon Creek qui ternit l'image de Randolph M. Pate (en), commandant du corps, il est décidé de remplacer ce dernier. Gates estime que Shoup est un leader fort qui pourrait diriger le Corps dans la bonne direction. Shoup est alors choisit contre cinq lieutenants-généraux et quatre généraux de grades supérieurs au sien. Le lieutenant-général Merrill B. Twining est considéré comme le candidat le plus probable pour poste ; les lieutenant-généraux Edward Pollock et Vernon E. Megee (en) ont également aspiré au poste de commandant. Twining décide de prendre sa retraite immédiatement après la sélection de Shoup, en signe de protestation, de même que plusieurs autres officiers. Shoup met l'accent sur la préparation militaire, la formation et la coopération inter-services, qui diffèrent du climat politique de l'époque. Il gagne rapidement la réputation d'être extrêmement exigeant et critique vis-à-vis des mauvaises résultats, en particulier au-près des officiers et généraux des Marines. Il est parfois brutal dans sa critique des officiers avec de piètres résultats, au point que certains l'ont considéré comme un tyran ou une brute.
Eisenhower favorise la nomination de Shoup parce qu'il craint que d'autres officiers passent trop de temps à s'occuper d'affaires politiques, et il estime que Shoup peut réduire l'influence du complexe militaro-industriel. Immédiatement après sa nomination, Shoup cherche à placer de nouveaux officiers à des postes clés, dans le but de changer la direction du Corps des marines. Lui et Pate sont d'ailleurs en désaccord sur certaines de ces nominations, alors que Shoup transfère de nombreux officiers supérieurs et en encourage d'autres à prendre leur retraite. Shoup écrit par la suite qu'il estime que les chefs d'état-major interarmées ont un poids excessif dans la direction de la stratégie militaire. Il veut également réduire la politisation des officiers qui cherchent à faire progresser leur carrière.

### Stratégie budgétaire
Au cours de sa première année en tant que commandant du corps, Shoup sert sous l'administration Eisenhower, dans duquel la politique budgétaire militaire est dominée par le « New Look (en) », en vertu de laquelle l'accent est mis sur une forte dissuasion nucléaire par rapport aux forces conventionnelles. Eisenhower se concentre sur l'endiguement sans empêtrer les États-Unis dans des guerres par procuration comme la guerre de Corée. Le résultat final de cette politique est la réduction des dépenses et notamment la réduction des forces du Corps des marines. L'élection de Kennedy de 1960 introduit un changement majeur dans la stratégie militaire avec l'adoption de la stratégie de la « riposte graduée », qui redonne aux forces militaires conventionnelles en place plus importante dans la dissuasion de la guerre nucléaire. Dans le cadre de l'administration Kennedy, il y a une participation accrue des civils dans la construction de la politique de défense, et le nouveau secrétaire à la Défense, Robert McNamara, a cherché plus de coopération inter-services.
Shoup favorise une approche frugale du budget militaire, estimant que l'armée est trop susceptible d'influencer les grandes entreprises en plaidant pour des programmes coûteux et inutiles. Comme l'administration Kennedy met davantage l'accent sur la guerre conventionnelle, Shoup cherche alors à utiliser ses fonds accrus pour améliorer la logistique militaire. Il est aussi crédité de la formulation d'un système entièrement nouveau de gestion financière, d'approvisionnement et de gestion des stocks. Il crée également une nouvelle division du traitement des données pour centraliser les fonctions de traitement des données de plusieurs branches de soutien aux services de combat (en).

### Conflits de la guerre froide
Le point de vue de Shoup sur les conflits de la guerre froide est fortement influencé par son éducation et il se montre souvent un adversaire de l'action militaire contre l'Union soviétique. Il refuse de tomber dans ce qu'il qualifie de « haine du mouvement communiste », indiquant qu'il les combattrait si les circonstances le nécessitaient, mais en évitant les préjugés indus. Lorsque le sénateur des États-Unis, Strom Thurmond, critique l'armée pour ne pas former ses troupes au sujet du communisme, Shoup considère la critique comme une ingérence. Il fait alors appel au secrétaire à la Marine Fred Korth, et la question est abandonnée. À la demande de l'administration Kennedy, Shoup intègre la guerre de contre-insurrection dans la doctrine de combat. Bien qu'il ne soit pas en faveur de l'idée, il nomme le major-général Victor Krulak comme conseiller en contre-insurrection.
Shoup s'oppose à une action militaire contre Cuba, avertissant contre toute tentative d'intervention militaire contre Fidel Castro. Il n'est initialement pas impliqué ou conscient des plans de l'invasion de la baie des Cochons. La Central Intelligence Agency (CIA) lui demande de fournir un officier, mais il se met en colère quand il apprend que la CIA réquisitionne des moyens appartenant aux Marines sans son autorisation. Il apprend finalement les intentions de la CIA lorsque le colonel Jack Hawkins (en), le contacte la nuit de l'invasion pour qu'il plaide avec lui pour obtenir de Kennedy un soutien aérien. À la suite de l'échec de l'opération, le Comité des chefs d’état-major interarmées est très critiqué, ce que Shoup juge injuste, car ses membres n'ont pas été au courant de la planification de cette opération.

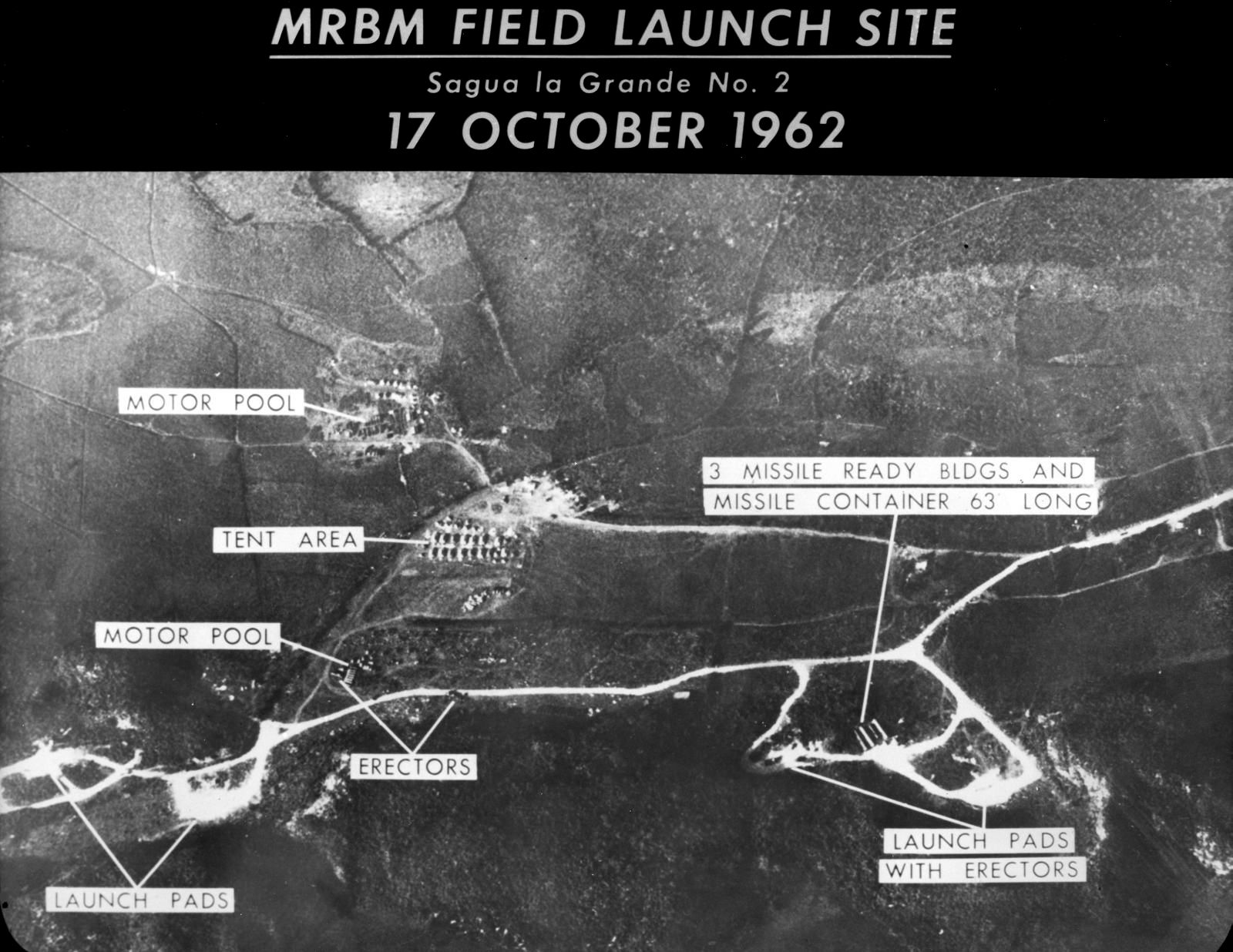
Photo aérienne d'un site de lancement à Cuba, 17 octobre 1962.

Shoup met ensuite en garde contre une réponse armée lors de la crise des missiles de Cuba, notant combien il serait difficile d'envahir le pays,. Pourtant, il prépare ses Marines pour envahir Cuba si cela s’avérait nécessaire. Lui et les autres chefs d’état-major interarmées recommande unanimement une attaque aérienne rapide pour éliminer les missiles dès leur découverte. Kennedy demande par la suite le conseil de Shoup pour évaluer les implications du Traité d'interdiction partielle des essais nucléaires. Alors que sa position dans le Comité des chefs d’état-major interarmées est initialement destinée à être limitée, il gagne la confiance de Kennedy et il est notamment appelé régulièrement pour des consultations privées. Shoup soutient le Traité d'interdiction partielle en le considérant comme un moyen dissuasif de la guerre nucléaire.
Dès le début, Shoup s'oppose fortement à l'intervention militaire en Indochine. En 1961, lorsque le Pathet Lao menace le gouvernement du Laos soutenu par les Américains, il rejette les appels à une intervention armée. Il déploie la Task Unit Shufly (en) à Saïgon en 1962 seulement parce qu'il en reçoit l'ordre et met en garde contre une participation accrue des Américains au Sud Viêt Nam, qu'il visite en octobre 1962. Il s'oppose au programme hameau stratégique, aussi bien qu'aux efforts pour former l'armée de la République du Viêt Nam. Il s'oppose à tout projet de combat au Viêt Nam, et déclare plus tard que « chaque responsable militaire à [sa] connaissance » est également contre la guerre. La forte opposition de Shoup a l'implication grandissante des Américains au Viêt Nam a un grand impact sur Kennedy, qui, avant son assassinat le 22 novembre 1963, indique qu'il veut mettre fin à l'implication des États-Unis au Sud Viêt Nam,.
Alors qu'Eisenhower apprécie l'expérience fiscale du commandant des Marines et ses perspectives apolitiques, le conseil de Shoup est appelé plus souvent par Kennedy. À la suite notamment de la crise des missiles cubains, les relations entre Kennedy et les chefs d’état-major interarmées se tendent, il commence alors à s'entretenir en privé à de nombreuses reprises avec Shoup. Le biographe de Shoup, Howard Jablon écrit que Shoup est le général préféré de Kennedy. À son tour, Shoup est le plus favorable des chefs d'état-major interarmées à Kennedy. Kennedy demande à Shoup de rester en tant que commandant pour un second mandat en 1963, mais ce dernier refuse pour permettre l'avancement d'autres généraux des Marines,.

## Retraite et opposition à la guerre du Viêt Nam
David M. Shoup prend sa retraite de l'armée en décembre 1963 et prend un emploi dans une compagnie d'assurance-vie, mais il demeure influent dans l'administration suivante. Le président Lyndon B. Johnson considère la possibilité de prendre Shoup comme conseiller lors d'un voyage au Viêt Nam en février 1964. La raison pour laquelle cela ne se concrétise pas n'est pas connue ; soit Johnson a changé d'avis, soit Shoup a refusé la proposition. Johnson nomme finalement Shoup à la National Advisory Commission on Selective Service au début de l'année 1966. La commission est dissoute le 1er janvier 1967 après avoir soumis un rapport.

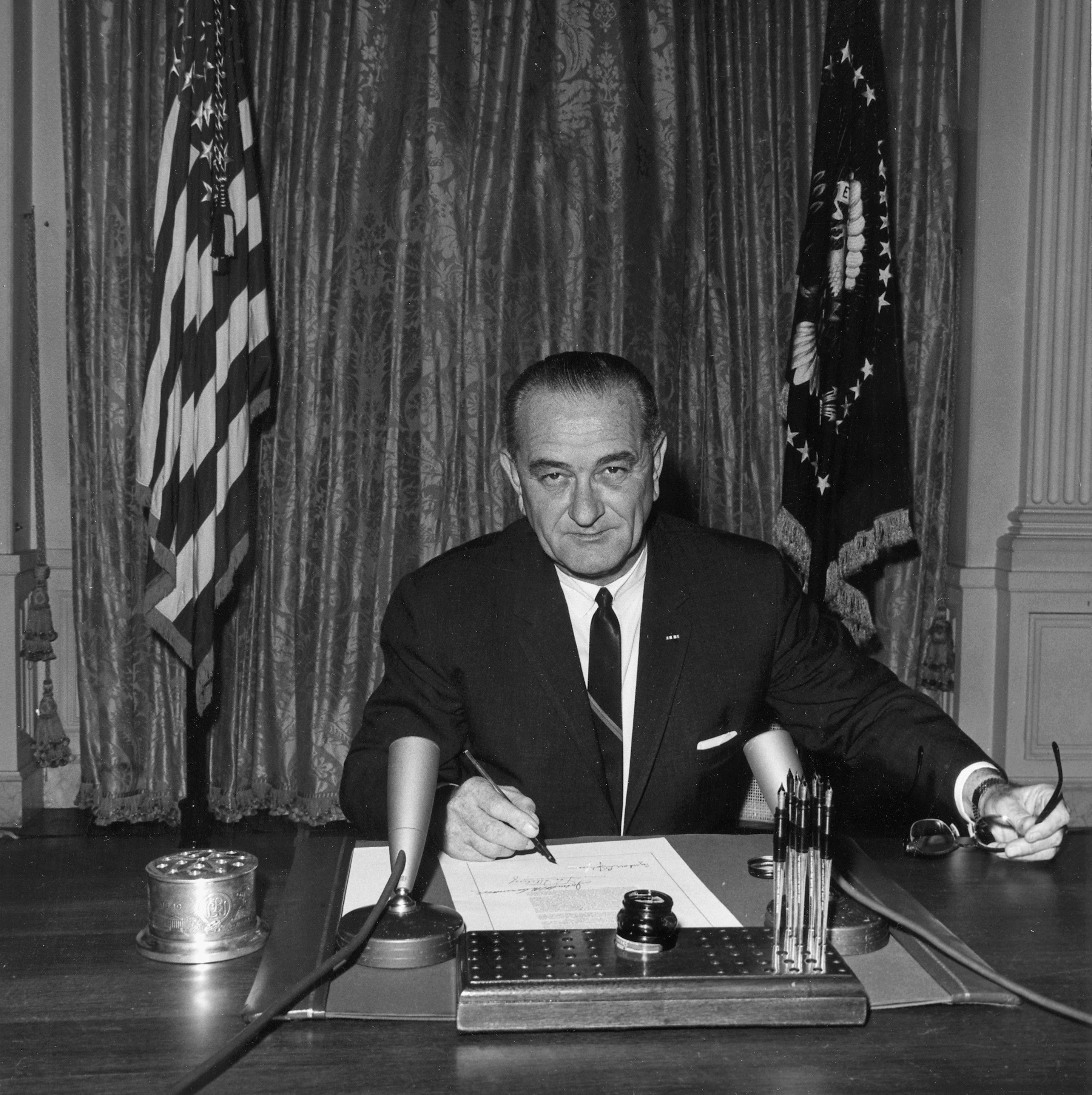
Le président Johnson signe la résolution du golfe du Tonkin, 10 août 1964.

Shoup ne peut influencer directement l'administration de Johnson, qui élargit la participation des États-Unis à la guerre du Viêt Nam. Il est de plus en plus circonspect de l'influence qu'il considère excessive de la CIA et des grandes firmes sur la politique étrangère américaine. En 1964, lors du débat sur la résolution du golfe du Tonkin, le sénateur Wayne Morse (en) veut appeler Shoup pour témoigner contre la mesure, mais il est bloqué par le sénateur J. William Fulbright. Le 14 mai 1966, Shoup commence à attaquer publiquement la politique américaine au Viêt Nam dans un discours prononcé aux étudiants du Pierce College (en) à Woodland Hills en Californie,. Ce forum est relativement petit et son audience demeure limitée, mais en février 1967, Shoup présente le discours au sénateur Rupert Vance Hartke, ce qui le fait intégrer les comptes rendus du Congrès. Le discours grandit en popularité, et Shoup réalise une interview pour ABC News où il précise qu'il n'est pas un pacifiste, mais qu'il estime que cette guerre « ne vaut pas la vie ou le membre d'un seul Américain ». Il demeure fermement opposé à l'implication américaine au Viêt Nam jusqu'à la fin de sa vie.
Bien que d'autres officiers supérieurs à la retraite, y compris les généraux James Gavin et Matthew Ridgway, aient rejoint Shoup dans son opposition à la guerre du Viêt Nam, ce sont les critiques récurrentes de Shoup qui font régulièrement les premières pages des journaux, car elles dépassent la question de la guerre pour s'en prendre au gouvernement américain, aux entreprises et au leadership militaire. Il craint que le conflit ne menace l'identité historique de la nation, et il soutient que l'augmentation des effectifs au Vietnam n'aurait que pour effet d'aggraver les problèmes stratégiques. L'historien Robert Buzzanco (en) note que Shoup est sans-doute l'ancien militaire le plus important à s'opposer à la guerre. Shoup soutient que parmi les forces vietnamiennes impliquées dans la guerre civile, il y a des nationalistes opposés à une intervention militaire étrangère. Il s'oppose à de nombreuses stratégies associées à l'escalade du conflit, notamment à la campagne aérienne sur le Nord Viêt Nam, qu'il considère comme une mesure agressive qui cause des pertes civiles et qui pourraient engendrer l'entrée de la Chine ou de l'Union soviétique dans le conflit. Il craint également que d'autres intérêts américains, y compris son économie, subissent la participation des États-Unis à la guerre et que les États-Unis perdent de leur prestige à l'échelle internationale.
Son opposition à la guerre ne fait que croître avec le temps. Il est initialement en faveur d'un règlement négocié, mais par la suite il soutient un retrait unilatéral du pays. À mesure que la stratégie de vietnamisation prend effet et que les États-Unis augmentent leurs opérations aériennes, il demeure opposé à toute stratégie qui entraîne un risque de guerre nucléaire avec la Chine ou l'Union soviétique. Ses critiques obtiennent de l'audience à la mesure de l'impasse dans laquelle la guerre s'enfonce et notamment via le discours du mouvement anti-guerre. En 1968, dans son témoignage devant le Congrès, Shoup reprend plusieurs points de son discours de 1966, affirmant également qu'il a l'impression que l'opposition à la guerre a probablement augmenté depuis. En avril 1969, avec le colonel retraité James Donovan, il élargit ses critiques à la politique de sécurité nationale. Dans un article publié dans Atlantic Monthly, il accuse l'Amérique de devenir militariste et agressive et un pays prêt à « exécuter des plans d'urgence militaire et à rechercher des solutions militaires aux problèmes de désordre politique et aux potentielles menaces communistes dans leurs zones d'intérêt ». Il déclare que l'anticommunisme a cédé la place à un établissement nouveau de défense agressif aux États-Unis.
Dans un livre intitulé Militarism USA et publié en 1970, Shoup et Donovan élaborent leurs critiques. Shoup déclare que le pays recherchent des solutions militaires à des problèmes qui pourraient être résolus politiquement. Il accuse les chefs militaires de propager la guerre pour leur propre avancement professionnel et accuse le groupe d'anciens combattants Veterans of Foreign Wars de propagande pour l'établissement des forces armées. Shoup blâme également le système éducatif américain qu'il considère comme décourageant la pensée indépendante et soulignant les notions d'obéissance. Shoup rejoint le Business Executives Move for Vietnam Peace (en). En 1971, Shoup approuve publiquement le groupe des vétérans opposés à la guerre, le Vietnam Veterans Against the War (en). La vietnamisation réduit la visibilité du mouvement contre la guerre et la critique de Shoup n'est pas aussi audible dans l'arène publique. Fulbright et d'autres sénateurs exhorte alors la Maison-Blanche à écouter Shoup, mais ses critiques sur la société américaine et le militarisme vont beaucoup plus loin que celles d'autres officiers qui se contentent de critiquer la stratégie de la guerre.

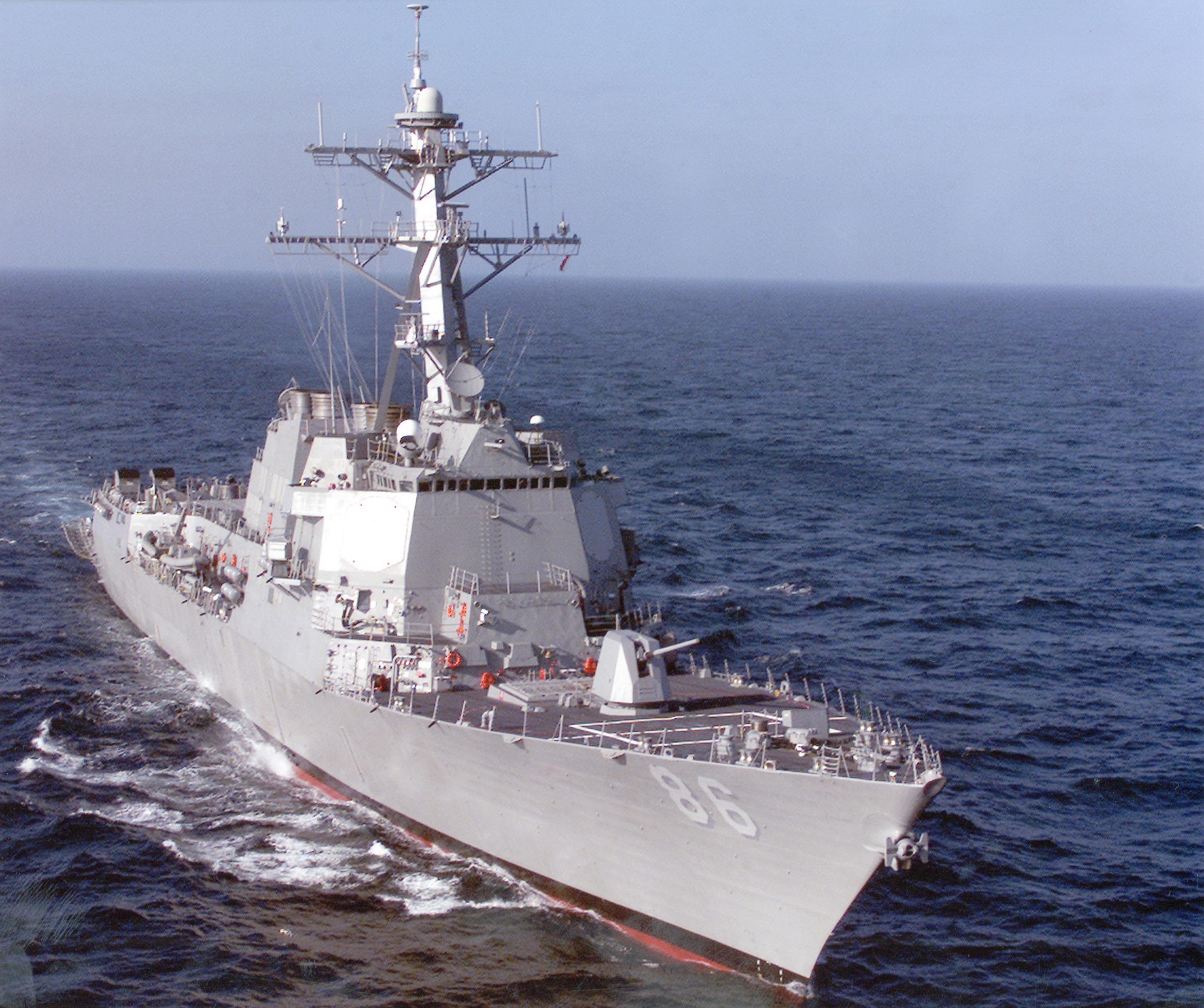
Le destroyer USS Shoup (DDG-86), nommé en l'honneur de David Shoup, le 11 décembre 2001 dans le golfe du Mexique.

L'opposition de Shoup à la guerre suscite le ressentiment de nombreux autres officiers du Corps des Marines et il subit des critiques selon lesquelles il devient mentalement instable ou que ses actes sont une trahison. Il est fortement critiqué par le journaliste et l'ancien Marines Robert Heinl dans plusieurs articles du Detroit News, où Heinl déclare que Shoup est un « agité ». Le général Rathvon M. Tompkins (en), l'un des amis proches de Shoup, cesse de lui parler durant plusieurs années. En décembre 1967, Shoup perd la faveur de l'administration Johnson, ses activités sont surveillées par le FBI et son patriotisme est remis en question dans les médias. Après 1971, les discours et les écrits de Shoup diminuent ; il s'éloigne de l'attention du public après le retrait militaire des États-Unis du Viêt Nam en 1973. Il décède de maladie le 13 janvier 1983 à Alexandrie en Virginie,. Il est enterré dans la section 7-A du cimetière national d'Arlington. Le destroyer de classe Arleigh Burke USS Shoup (DDG-86) est nommé en son honneur en 1999.

## Décorations et récompenses militaires
Les décorations et récompenses militaires de David M. Shoup incluent :
| A light blue ribbon with five white five pointed stars · V · Gold star |             |             |  |
| Gold star                                                              |             | Bronze star |  |
|                                                                        | Bronze star |             |  |
| Bronze star · Bronze star · Bronze star · Bronze star                  |             | Bronze star |  |

| Medal of Honor                                | Medal of Honor                                | Medal of Honor                                | Medal of Honor                               | Navy Distinguished Service Medal             | Navy Distinguished Service Medal             | Navy Distinguished Service Medal              | Navy Distinguished Service Medal              | Legion of Merit avec 1 étoile & "V" Device    | Legion of Merit avec 1 étoile & "V" Device     | Legion of Merit avec 1 étoile & "V" Device     | Legion of Merit avec 1 étoile & "V" Device     |
| Purple Heart avec 1 étoile                    | Purple Heart avec 1 étoile                    | Purple Heart avec 1 étoile                    | Navy and Marine Corps Commendation Medal     | Navy and Marine Corps Commendation Medal     | Navy and Marine Corps Commendation Medal     | Navy Presidential Unit Citation avec 1 étoile | Navy Presidential Unit Citation avec 1 étoile | Navy Presidential Unit Citation avec 1 étoile | Marine Corps Expeditionary Medal               | Marine Corps Expeditionary Medal               | Marine Corps Expeditionary Medal               |
| Yangtze Service Medal                         | Yangtze Service Medal                         | Yangtze Service Medal                         | American Defense Service Medal w/ Base clasp | American Defense Service Medal w/ Base clasp | American Defense Service Medal w/ Base clasp | American Campaign Medal                       | American Campaign Medal                       | American Campaign Medal                       | European-African-Middle Eastern Campaign Medal | European-African-Middle Eastern Campaign Medal | European-African-Middle Eastern Campaign Medal |
| Asiatic-Pacific Campaign Medal avec 4 étoiles | Asiatic-Pacific Campaign Medal avec 4 étoiles | Asiatic-Pacific Campaign Medal avec 4 étoiles | World War II Victory Medal                   | World War II Victory Medal                   | World War II Victory Medal                   | National Defense Service Medal avec 1 étoile  | National Defense Service Medal avec 1 étoile  | National Defense Service Medal avec 1 étoile  | Ordre du Service distingué                     | Ordre du Service distingué                     | Ordre du Service distingué                     |